# Sematophyllum stylites
Sematophyllum stylites är en bladmossart som beskrevs av William Russell Buck 1993. Sematophyllum stylites ingår i släktet Sematophyllum och familjen Sematophyllaceae. Inga underarter finns listade i Catalogue of Life.